# Spilopopillia quadriguttata
Spilopopillia quadriguttata är en skalbaggsart som beskrevs av Lin 1988. Spilopopillia quadriguttata ingår i släktet Spilopopillia och familjen Rutelidae. Inga underarter finns listade i Catalogue of Life.